# Момотенко Микола Петрович
Микола Петрович Момотенко (19 травня 1931, село Сквира, тепер місто Сквирського району Київської області — 13 січня 1981, місто Київ) — український радянський діяч, голова Українського об'єднання Ради Міністрів УРСР «Укрсільгосптехніка», голова Державного комітету УРСР по виробничо-технічному забезпеченню сільського господарства. Депутат Верховної Ради УРСР 8—10-го скликань. Кандидат у члени ЦК КПУ в 1971—1981 роках.

## Біографія
Народився в родині сільського коваля.
Трудову діяльність розпочав у 12-річному віці підручним молотобійця, молотобійцем у кузні Сквирської машинно-тракторної станції (МТС) Київської області, а з 16-років працював комбайнером Сквирської МТС.
Після закінчення семирічної школи вступив до Ніжинського технікуму механізації сільського господарства, який успішно закінчив у 1952 році.
У 1952—1957 роках — студент факультету механізації сільського господарства Київського сільськогосподарського інституту (Української сільськогосподарської академії). Три роки керував комсомольською організацією факультету механізації. Закінчив інститут в 1957 році, отримавши червоний диплом інженера-механіка.
Член КПРС з 1957 року.
У 1957—1958 роках — інженер-механік по комбайнах і сільськогосподарських машинах, головний інженер Чорнобильської (Горностайпільської) машинно-тракторної станції (МТС) Київської області. У 1958—1960 роках — директор Чорнобильської ремонтно-технічної станції Київської області.
У грудні 1960 — 1962 року — 1-й секретар Бородянського районного комітету КПУ Київської області.
У 1962—1963 роках — начальник Макарівського територіального виробничого колгоспно-радгоспного управління Київської області.
У 1963 — серпні 1964 року — 1-й заступник голови виконавчого комітету Київської сільської обласної ради депутатів трудящих — начальник Київського обласного управління виробництва і заготівель сільськогосподарської продукції.
У серпні 1964 — липні 1965 року — заступник, у липні 1965 — 4 лютого 1970 року — 1-й заступник голови Українського об'єднання Ради Міністрів УРСР «Укрсільгосптехніка».
4 лютого 1970 — 1978 року — голова Українського об'єднання Ради Міністрів УРСР «Укрсільгосптехніка». У 1978 — 13 січня 1981 року — голова Державного комітету Української РСР по виробничо-технічному забезпеченню сільського господарства.

## Нагороди
- орден Леніна
- орден Жовтневої Революції
- два ордени Трудового Червоного Прапора
- медалі